# Pane e tempesta
Pane e tempesta è un romanzo di Stefano Benni, pubblicato nel 2009.

## Trama
Un bosco dietro un bar sta per essere abbattuto e Nonno Stregone con la carica dei personaggi di Benni cercano un modo per salvarlo in un insieme di antiche storie, il tutto "aromatizzato" con comicità.

## Edizioni
- Stefano Benni, Pane e tempesta, collana I Narratori, Feltrinelli, 2009,  p. 248, ISBN 978-88-07-01791-9.
- Stefano Benni, Pane e tempesta, collana Universale Economica, Feltrinelli, 2011,  p. 248, ISBN 978-88-07-72235-6.